# Susaki
Susaki (須崎市?) è una città giapponese della prefettura di Kōchi.